# Leonid Černovec'kyj
Leonid Mychajlovyč Černovec'kij (in ucraino Леонід Михайлович Черновецький?; Charkiv, 25 novembre 1951) è un politico e imprenditore ucraino, sindaco di Kiev dal 2006 sino all'estate 2012.
Avvocato, prima di dedicarsi alla politica è stato un uomo d'affari di successo, fondatore e azionista di controllo del Gruppo Pravex e Pravex Bank, una delle più grandi banche in Ucraina. Filantropo a lungo attivo nella capitale ucraina, prima di divenirne sindaco ne era stato uno dei deputati alla Rada, il parlamento ucraino. È il fondatore del Partito Cristiano Liberale Ucraino (anche se è stato eletto nelle liste di Ucraina Nostra).
Nel 2006 ha vinto le elezioni per la carica di sindaco di Kiev sconfiggendo il sindaco uscente, Oleksandr Omel'čenko. Dalla nomina da parte del presidente Viktor Janukovyč di Oleksandr Popov quale capo dell'amministrazione statale della città di Kiev il 16 novembre 2010, Černovec'kyj è stato privato di qualsiasi reale ruolo decisionale. Ha rassegnato le dimissioni il 1º giugno 2012.
Dopo queste dimissioni, Černovec'kyj e la sua famiglia si sono trasferiti nella città georgiana di Kobuleti dove lui ha ricevuto la cittadinanza georgiana.

## Biografia
Černovec'kyj lasciò la scuola quando aveva 14 anni e andò a lavorare come montatore in una fabbrica aeronautica, ma presto tornò per riprendere gli studi, diplomandosi alla scuola pubblica n. 4 di Kharkiv. Dal 1970 al 1972, Černovec'kyj ha svolto i suoi obblighi militari. Nel 1977 si è laureato presso la scuola di diritto di Charkiv in giurisprudenza. Ha lavorato come detective senior nell'ufficio del procuratore dell'oblast' kioviano. Nel 1981 è tornato alla scuola di diritto di Charkiv conseguendo il dottorato nel 1984 con una tesi sui metodi di indagine sui saccheggi condotti da funzionari. Fino al 1989 è stato insegnante all'Università di Kiev.

## Attività imprenditoriale
Subito dopo la perestrojka, entrò in affari privati, diventando uno dei principali imprenditori di Kiev. Ha fondato il Gruppo Pravex (in ucraino  Правекс?, abbreviato da "Legge, Economia e Sociologia"). Successivamente la divisione bancaria del Gruppo Pravex è passata alla Pravex Bank, una delle più grandi banche in Ucraina, con una fitta rete di uffici a Kiev e in altre regioni. Nel 2001, Chernovestkyi e la sua banca hanno fondato l'associazione bancaria "Unione bancaria di Kiev". Pravex Bank è stata ceduta nel 2008 a Banca Intesa São Paulo per 509 milioni di euro. Černovec'kyj ha riconosciuto di aver dato milioni in tangenti durante il suo periodo da imprenditore.
Nel 2012, Leonid Černovec'kyj ha fondato il gruppo d'investimento Černovec'kyj, un gruppo di venture capital con sede a Kiev. Nel 2015, il gruppo d'investimento Černovec'kyj ha effettuato un investimento di 1 milione di dollari in Busfor, una compagnia di tour online con sede a Mosca.